# Puerta de la Carne (Sevilla)

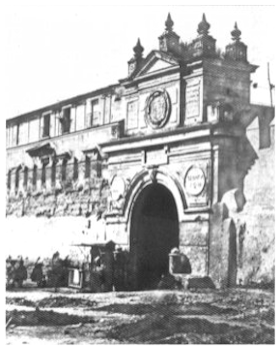
Fotografía de la Puerta de la Carne en Sevilla

La Puerta de la Carne era una de las antiguas puertas que servían como punto de entrada y salida a la ciudad amurallada de Sevilla (España).
Se encontraba situada junto a la actual Ronda Histórica (Avenida Menéndez Pelayo), aproximadamente en la confluencia entre las calles Santa María la Blanca y Cano y Cueto. Se demolió en el año 1864.
A través de esta puerta se canalizaban el alcantarillado de desagüe y las cañerías de abastecimiento de agua potable, esta última contaba con dos derivaciones, la primera se dirigía hacia el Alcázar y la otra, desde su construcción en siglo XVIII, hacia la fábrica de Tabacos.

## Historia
Llamada de Minjoar por los musulmanes, era la única salida al exterior del acotado barrio de la Judería. En la calle principal de esa aljama, se ubicaba la Acuayca, el mercado.
Recibió a través de su historia varios nombres, en época almohade era conocida como Bab Yahwar (Puerta de las Perlas), posteriormente fue llamada Puerta de la Judería, al ser la entrada directa de la ciudad a la misma y el último, que es el que perduró, como Puerta de la Carne, por la existencia de un matadero a las afueras de la ciudad, que se edificó en tiempos de los Reyes Católicos, inmortalizado por Cervantes en su "Coloquio de los perros", del que dijo ser uno de los tres lugares que le quedaban al rey por ganar en Sevilla y donde hizo nacer a Berganza, uno de sus protagonistas; junto a él estuvo la primera Escuela de Tauromaquia, fundada en tiempos de Fernando VII.
En las revueltas cantonalistas, este entorno fue protagonista del levantamiento popular tras la proclamación del Cantón Andaluz (18 de julio de 1873), drásticamente cercenado por las fuerzas del General Pavía.
La puerta era utilizada como vía de entrada desde el próximo barrio de San Bernardo. Ya desde 1585 existían peticiones de que la misma permaneciera abierta durante la noche. Hay constancia de peticiones en el mismo sentido a principios del siglo XIX y desde 1839 permanecía abierta de forma permanente y en 1864 se derribó junto a la muralla adyacente.